# Tsuchiura
Tsuchiura (土浦市 -shi) é uma cidade japonesa localizada na província de Ibaraki.
Em 2003 a cidade tinha uma população estimada em 135 143 habitantes e uma densidade populacional de 1 651,51 h/km². Tem uma área total de 81,83 km².
Recebeu o estatuto de cidade a 3 de Novembro de 1940.

## Cidades-irmãs
- Tendo, Japão
- Palo Alto, EUA
- Friedrichshafen, Alemanha